# Sarojini Naidu

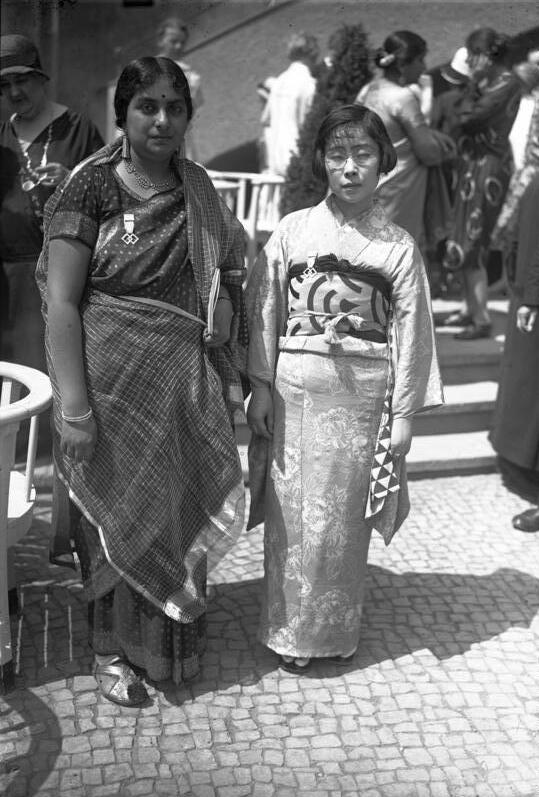
Sarojini Naidu

Sarojini Naidu (hindi: सरोजिनी नायडू; ur. 13 lutego 1879 w Hajdarabadzie zm. 2 marca 1949 w Lucknow) – indyjska polityk, działaczka społeczna i poetka.

## Życiorys
Urodziła się w rodzinie bramińskiej. Jej rodzice jednak, Aghorenatha Chattopadhyaya i Vasundari Devi, odrzucili przynależność do tej warny wstępując do Brahmo Samadź. Sarojini studiowała na uniwersytetach w Londynie i Cambridge, nie uzyskała jednak dyplomu. W 1898 w Madrasie wyszła za mąż za znacznie od siebie starszego Govindarajulu Naidu, któremu urodziła 4 dzieci.
W działalność polityczną wprowadzili ją Gopal Krishna Gokhale i Mahatma Gandhi. Jako pierwsza Induska przewodniczyła sesji Kongresu (Kanpur, 1924). Aktywnie uczestniczyła w akcjach przeciwko panowaniu brytyjskiemu w latach 20., 30. i 40. XX wieku, była wielokrotnie więziona przez władze kolonialne. Ze względu na zdolności oratorskie była wysyłana jako agitatorka do krajów zamieszkanych przez liczną diasporę indyjską (Kenia, Afryka Południowa). Po uzyskaniu przez Indie niepodległości, 15 sierpnia 1947 została pierwszym gubernatorem stanu Uttar Pradesh. Pełniła ten urząd do śmierci.
Założyła pierwsze indyjskie organizacje kobiece – Związek Kobiet Indyjskich i Ogólnoindyjską Konferencję Kobiet. Opowiadała się za przyznaniem kobietom praw wyborczych.

## Publikacje
- The Golden Threshold (1905)
- The Bird of Time: Songs of Life, Death & the Spring (1912)
- The Broken Wing: Songs of Love, Death and the Spring (1917)
- The Sceptred Flute: Songs of India (pośmiertnie)
- The Feather of the Dawn (pośmiertnie, 1961)[7]